# Años 320
Los años 320 o década del 320 empezó el 1 de enero del 320 y terminó el 31 de diciembre del 329.

## Acontecimientos
- 325 — Concilio de Nicea I, el primer concilio ecuménico.
- Batalla de Adrianópolis (324)